# بالداساره گالوپی

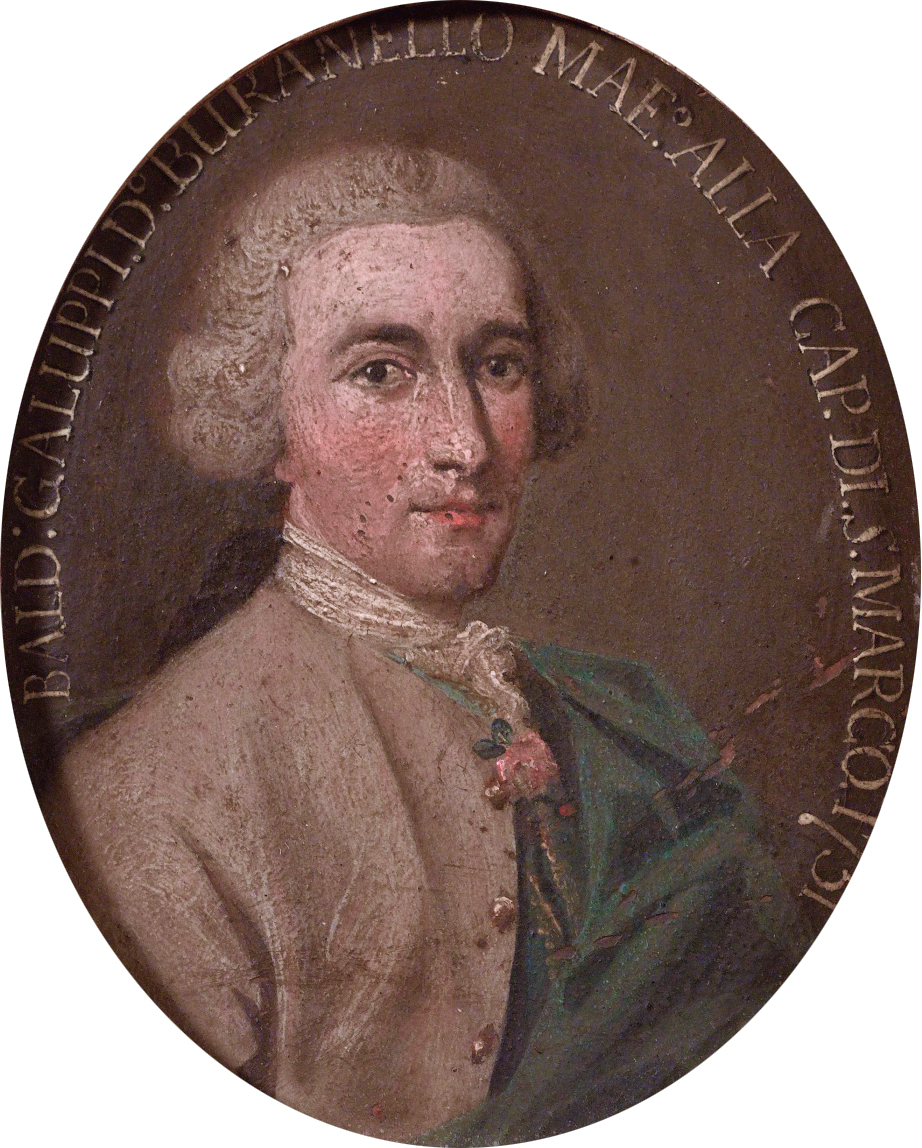
تصویر گالوپی، اثر یک نقاش ناشناسِ ونیزی، که احتمالاً در سال ۱۷۵۱ کشیده شده‌است.

بالداساره گالوپی (به ایتالیایی: Baldassare Galuppi) آهنگساز اهل جمهوری ونیز در دورهٔ باروک و کلاسیک بود که در ۱۸ اکتبر ۱۷۰۶ به‌دنیا آمد و در ۳ ژانویهٔ ۱۷۸۵ درگذشت.
او اپراهای فراوانی تصنیف کرد.